# Зигмарсцелль
Зигмарсцелль (нем. Sigmarszell) — община в Германии, в земле Бавария. 
Подчиняется административному округу Швабия. Входит в состав района Линдау-Бодензее.  Население составляет 2768 человек (на 31 декабря 2010 года). Занимает площадь 16,01 км².